# پودموکله ویلکیه
پودموکله ویلکیه (به لهستانی: Podmokle Wielkie}} یک روستا در لهستان است که در گمینا بابیموست واقع شده‌است.